# Skirbeck Quarter
Skirbeck Quarter är en stadsdel i Boston, i distriktet Boston, i grevskapet Lincolnshire, i England. Skirbeck Quarter var en civil parish från 1866 till 1932 då den blev en del av Boston. Civil parish hade 1 740 invånare år 1931. Byn nämndes i Domedagsboken (Domesday Book) år 1086, och kallades då Scirebec.